# Zschoppelshain
Zschoppelshain ist ein Ortsteil der Gemeinde Wechselburg im sächsischen Landkreis Mittelsachsen. Bei der am 1. Januar 1994 erfolgten Eingemeindung der Gemeinde Zschoppelshain nach Wechselburg wurde der bisherige Ortsteil Winkeln nach Seelitz umgegliedert.

## Geographie

### Geographische Lage und Verkehr
Zschoppelshain ist der östlichste Ortsteil der Gemeinde Wechselburg und auch der einzige Ortsteil, der östlich der Bundesstraße 107 liegt. Der durch den Ort fließende Zschoppelshainer Bach entwässert über den Erlbach in die Zwickauer Mulde.

### Nachbarorte
|             | Bernsdorf                                   | Winkeln         |
| Göppersdorf | Kompassrose, die auf Nachbargemeinden zeigt | Topfseifersdorf |
|             | Wiederau                                    |                 |

## Geschichte

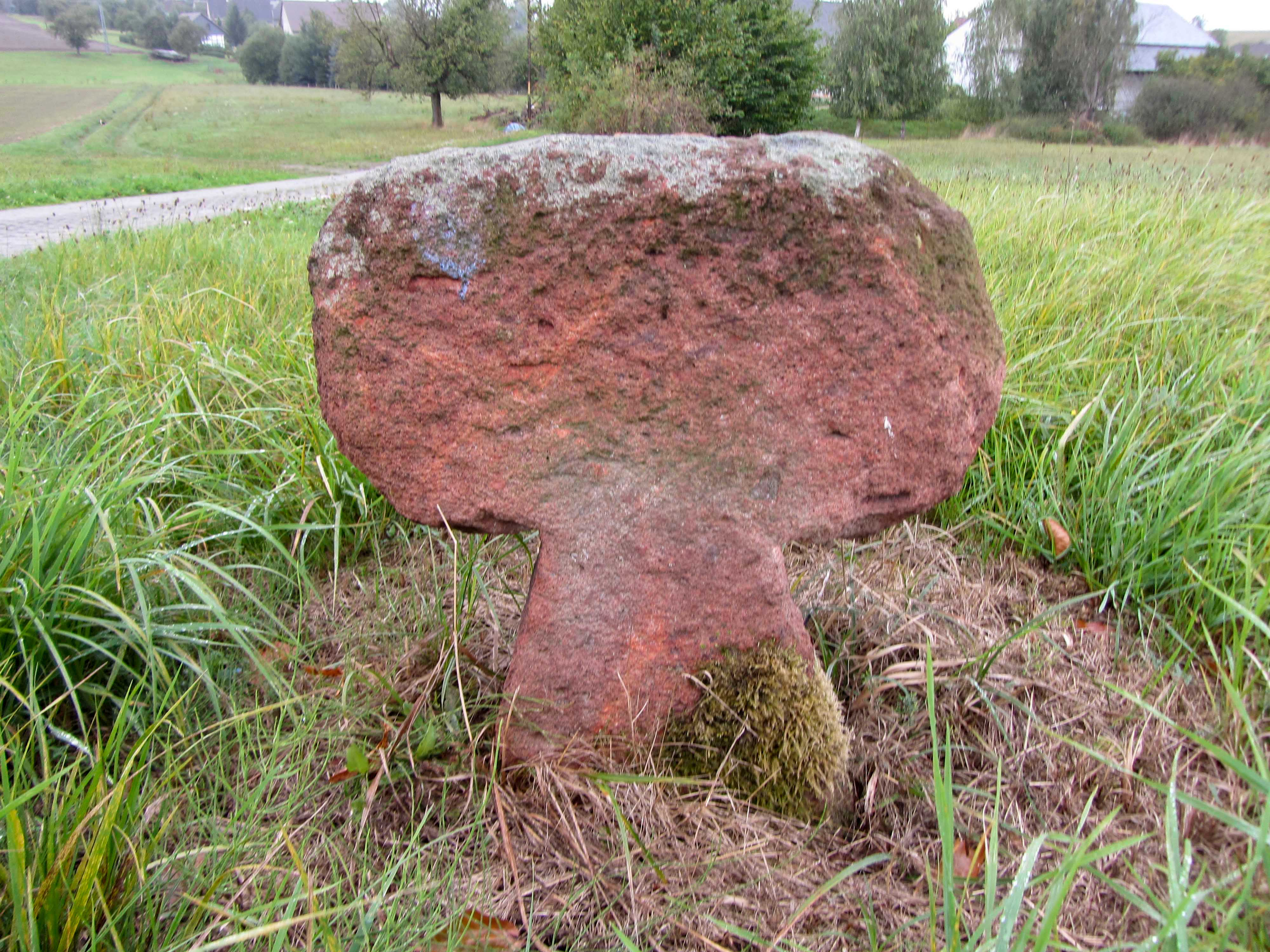
Zschoppelshain, Steinkreuz

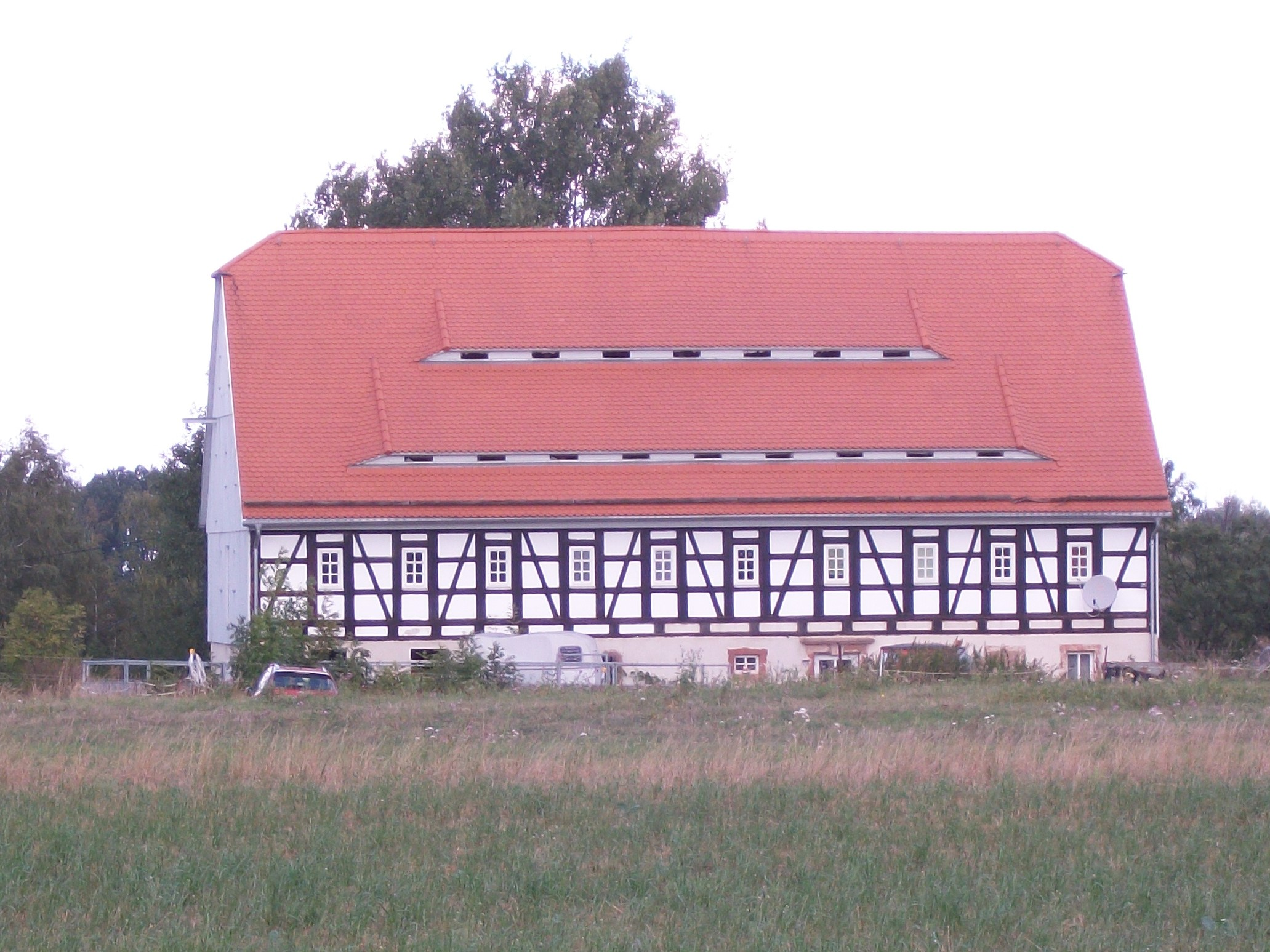
Fachwerkhaus in Zschoppelshain

Das Waldhufendorf Zschoppelshain wurde im Jahr 1372 als Zschoppoldishain erwähnt. Wahrscheinlich wurde der Ort aber bereits um 1170 angelegt. Bereits um 1386 existierte im Ort ein Vorwerk, deren Besitzer die Herren von Milkau, die von Schneidau und die von Schindler waren. Nachdem die Grundherrschaft über Zschoppelshain in den Jahren 1548 und 1606 beim Rittergut Gepülzig lag, unterstand der Ort um 1764 dem „trockenen“ Rittergut Zschoppelshain, d. h., dass das Rittergut lediglich aus grund- und gerichtsherrlichen Befugnissen bestand. Der Zschoppelshainer Schankwirt verursachte im Jahr 1475 einen „Bierstreit“ mit den Städten Mittweida und Rochlitz. Von drei Seiten umgeben mit Orten der schönburgischen Lehnsherrschaft Wechselburg, gehörte Zschoppelshain bis 1856 zum kursächsischen bzw. königlich-sächsischen Amt Rochlitz. Kirchlich ist der Ort seit jeher nach Topfseifersdorf gepfarrt. Bei den im 19. Jahrhundert im Königreich Sachsen durchgeführten Verwaltungsreformen wurden die Ämter aufgelöst. Dadurch kam Zschoppelshain im Jahr 1856 unter die Verwaltung des Gerichtsamts Mittweida und 1875 an die neu gegründete Amtshauptmannschaft Rochlitz.
Durch die zweite Kreisreform in der DDR im Jahr 1952 wurde Zschoppelshain dem Kreis Rochlitz im Bezirk Chemnitz (1953 in Bezirk Karl-Marx-Stadt umbenannt) angegliedert. Am 1. März 1963 erfolgte die Eingemeindung von Winkeln.
Die Gemeinde Zschoppelshain mit Winkeln gehörte ab 1990 zum sächsischen Landkreis Rochlitz. Mit der Eingemeindung von Zschoppelshain nach Wechselburg wurde Winkeln am 1. Januar 1994 nach Seelitz umgegliedert. Beide Orte wurden 1994 dem neu gebildeten Landkreis Mittweida angegliedert, der 2008 im Landkreis Mittelsachsen aufging.